# Le esercitazioni di Pippo
Le esercitazioni di Pippo (Goofy Gymnastics) è un film del 1949 diretto da Jack Kinney. È un cortometraggio animato della serie Goofy realizzato, in Technicolor, dalla Walt Disney Productions e uscito negli Stati Uniti il 23 settembre 1949.

## Trama
Pippo torna a casa stanco dopo una giornata pesante al lavoro. All'improvviso nota una pubblicità di esercizi fisici sul suo giornale. Ordina per corrispondenza degli articoli di ginnastica e, con l'aiuto di una registrazione, prova a usare il bilanciere e la sbarra per trazioni, con risultati disastrosi. Durante l'allenamento con gli espansori, Pippo viene scagliato in aria per il suo appartamento e vola addirittura fuori dalla finestra prima di venir riportato indietro dai cavi della sua attrezzatura. Pippo rientra in casa sfondando la parete, proprio davanti all'effigie di un uomo muscoloso. In piedi dietro a quell'effigie, Pippo si ammira soddisfatto di assomigliare a un uomo muscoloso, prima di accasciarsi a terra esausto.

## Distribuzione

### Cinema
- Pippo olimpionico (1972)[2][3]

### Edizioni home video

#### VHS
- Pippo nel pallone (gennaio 1988)[4]

#### DVD
- Extreme Sports Fun - Sport Estremo, Divertimento Super! (17 novembre 2005)[5]
- Walt Disney Treasures: Pippo, la collezione completa

## Curiosità
Le esercitazioni di Pippo si vede anche in Chi ha incastrato Roger Rabbit nella scena dove Roger Rabbit e Eddie Valiant si nascondono in un cinema. Roger ride a crepapelle vedendo il cartone, ammira il tempismo e i modi di fare di Pippo e dichiara che è un "genio". Comunque questo è un anacronismo, perché Chi ha incastrato Roger Rabbit è ambientato nel 1947, mentre Le esercitazioni di Pippo fu distribuito nel 1949. Secondo il regista del film Robert Zemeckis, lo inserirono perché faceva ridere e piaceva che vi fosse.